# (316741) Janefletcher
(316741) Janefletcher est un astéroïde de la ceinture principale.

## Description
(316741) Janefletcher est un astéroïde de la ceinture principale. Il fut découvert le 17 novembre 1998 à La Palma par Alan Fitzsimmons. Il présente une orbite caractérisée par un demi-grand axe de 3,17 UA, une excentricité de 0,17 et une inclinaison de 25,9° par rapport à l'écliptique.

## Compléments